# Mene Grande
Mene Grande – miasto w Wenezueli, w stanie Zulia.